# 敦賀半島
敦賀半島（つるがはんとう）は、福井県敦賀市及び三方郡美浜町に属し、若狭湾に突出することで敦賀湾を分ける半島。北端が立石岬であるため、立石半島とも呼ばれる。若狭湾国定公園に含まれる。

## 地理
花崗岩から成る半島で、敦賀湾西岸を固める。最高峰は西方ヶ岳（764m）蠑螺ガ岳（686m）の山塊を中心に、旗護山に至る山塊である。

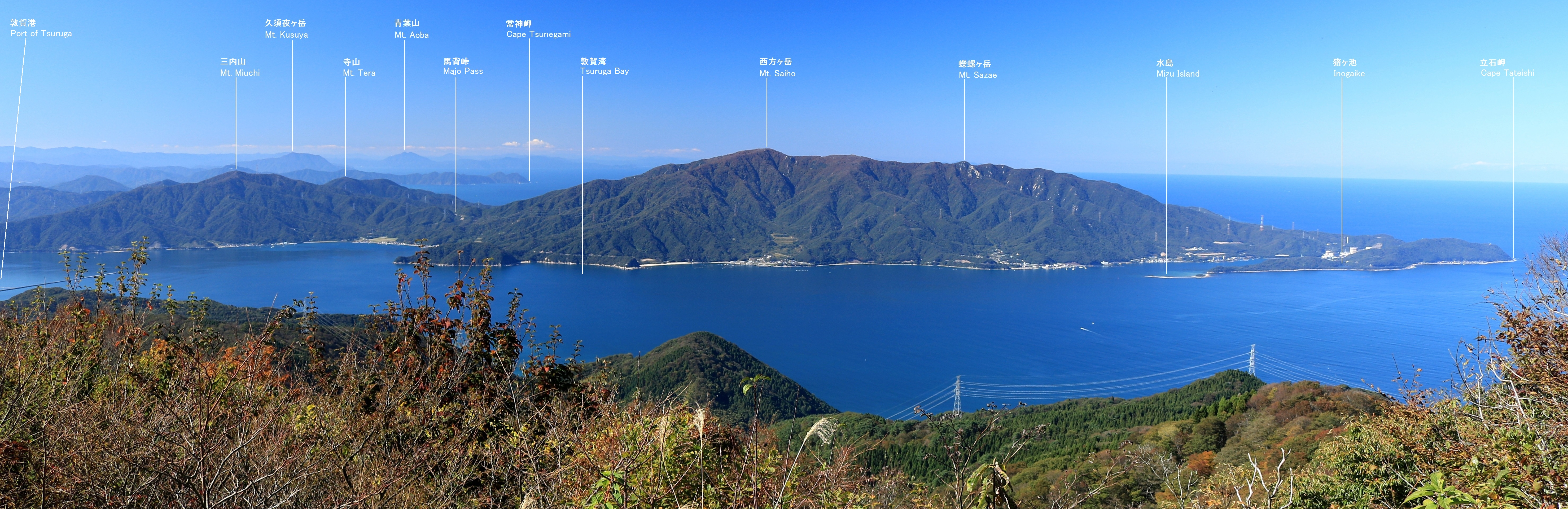
東側の鉢伏山から望む敦賀半島 左の南側から三内山-馬背峠-西方ヶ岳-蠑螺が岳-立石岬、半島の手前に敦賀湾

## 原子力発電所

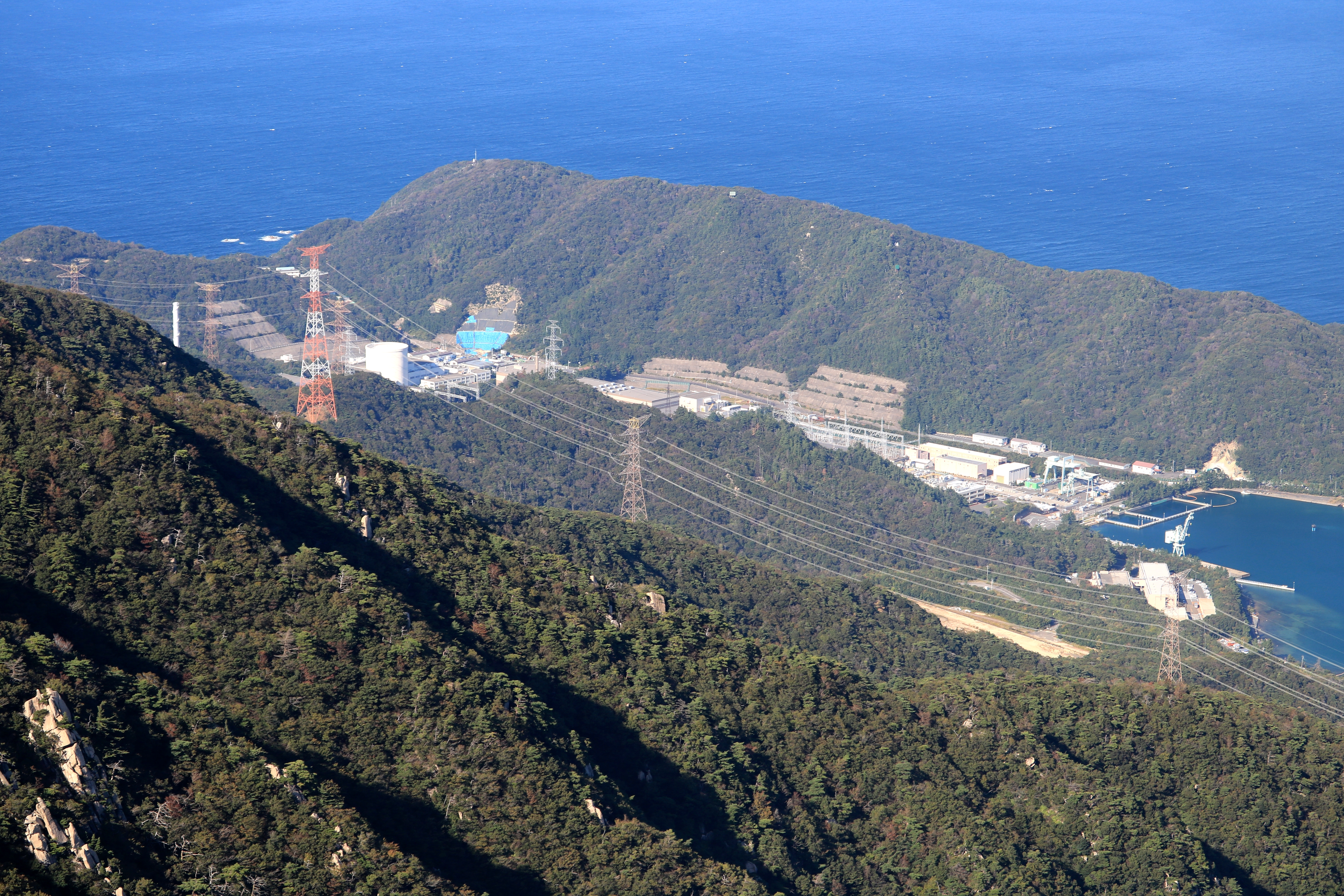
蠑螺が岳から望む立石岬灯台（左より上方）と日本原子力発電敦賀発電所

敦賀半島は原子力発電関連の施設が多いことで知られ、敦賀市浦底に日本原子力発電敦賀発電所、美浜町丹生に関西電力美浜原子力発電所がある（共に1970年（昭和45年）竣工）。
核燃料サイクル開発機構（現・日本原子力研究開発機構）の高速増殖炉「もんじゅ」も半島の先端部西側（敦賀市白木2丁目）に位置し、半島全体では計7基が稼動、加えて日本原子力発電で2基を建築中である。このため「原発半島」と揶揄されることもある。

## 付近の観光地

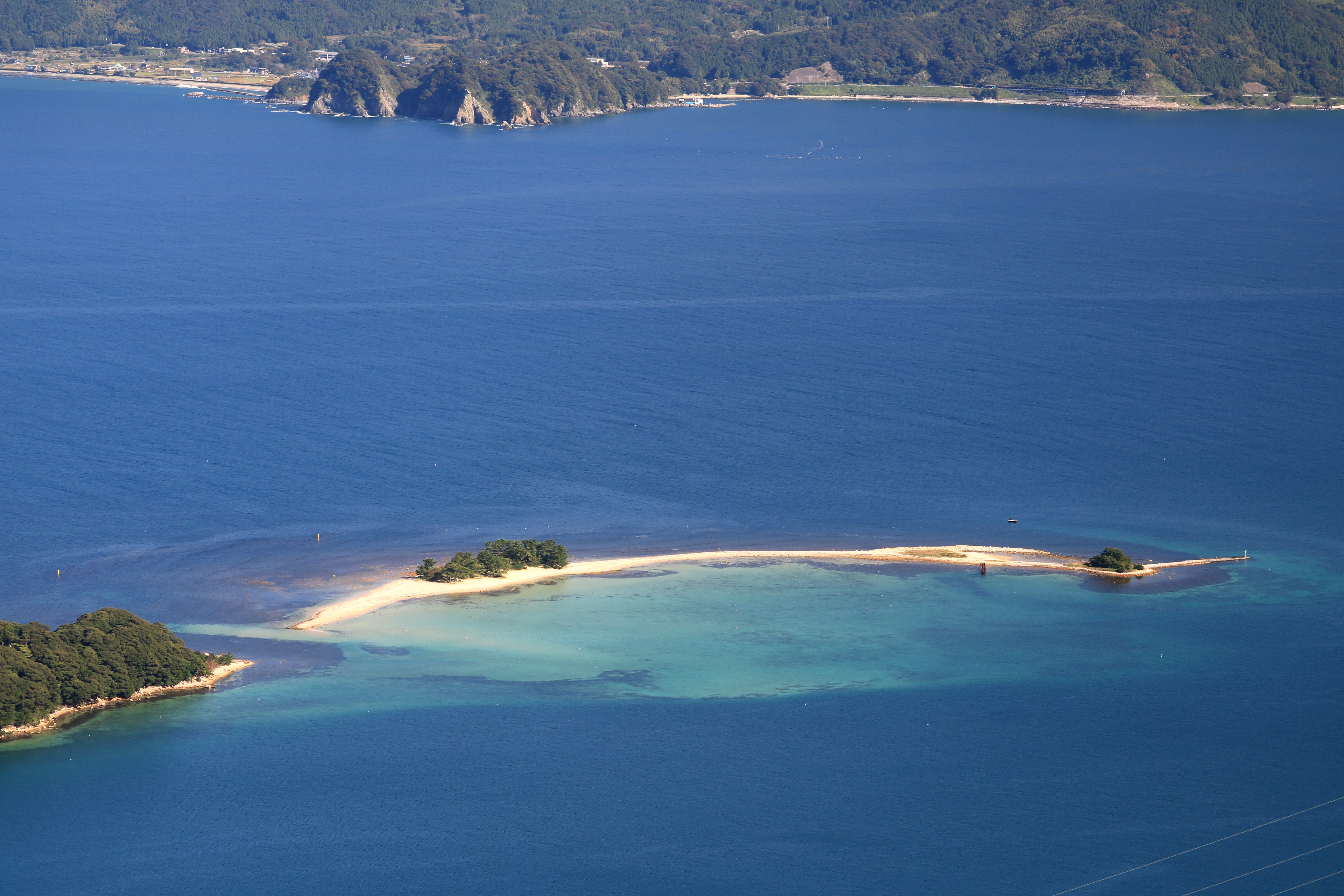
浦底半島の先にある水島

敦賀湾沿岸（半島東側）
- 常宮神社
- 西浦自然活用村
- 色ヶ浜（松尾芭蕉『奥の細道』に登場）
- 立石海水浴場

- 水島

半島西側
- 水晶浜海水浴場

## 交通
東岸部先端、立石への交通。
- 北陸本線敦賀駅から敦賀市コミュニティバス常宮線に乗車し、「立石」下車（※1日3往復のみ運行）。
- 自動車の場合は、敦賀市街から敦賀半島東岸を北上。北陸自動車道敦賀ICから立石まで約35分。福井県道33号佐田竹波敦賀線が別名を敦賀半島横断道路と呼ばれ、敦賀半島の中ほどを美浜町から敦賀市へ横断している。なお福井県道141号竹波立石縄間線（敦賀半島周回道路）が開通した。
- 2018年（平成30年）12月22日 - 立石トンネル（延長498 m）が開通[1][2]。
- 2020年（令和2年）3月20日 - 敦賀半島トンネル（延長3,863 m）が開通[3]。